# Eonotem
Eonotem – najwyższej rangi formalna jednostka chronostratygraficzna (skalna) odpowiadająca jednostce geochronologicznej o nazwie eon. Eonotem dzieli się na eratemy. 